# Секирани
Секирани (на македонска литературна норма: Секирани) е село в община Битоля на Северна Македония.

## География
Селото се намира на 645 m надморска височина в западната част на Битолското поле, северно от Битоля, непосредствено от дясната страна на река Шемница.

## История
Според местната легенда, името на селото възниква след сблъсък между местното население и турци, в който са употребени секири.
В XIX век Секирани е изцяло българско село в Битолска кааза, Битолска нахия на Османската империя. Според статистиката на Васил Кънчов („Македония. Етнография и статистика“) от 1900 година Секирани има 160 жители, всички българи християни.
На Етнографската карта на Битолския вилает на Картографския институт в София от 1901 година Секирани е чисто българско село в Битолската каза на Битолския санджак с 16 къщи.
Цялото население на селото е под върховенството на Българската екзархия. По данни на секретаря на екзархията Димитър Мишев („La Macédoine et sa Population Chrétienne“) в 1905 година в Секирени има 120 българи екзархисти и функционира българско училище.
Църквата в селото е „Свети Никола“.
В 1961 година селото има 372 жители. Населението се изселва в Битоля, Скопие, Европа и презокеанските страни. Според преброяването от 2002 година селото има 114 жители, всички северномакедонци.
| Националност     | Всичко |
| северномакедонци | 114    |
| албанци          | 0      |
| турци            | 0      |
| роми             | 0      |
| власи            | 0      |
| сърби            | 0      |
| бошняци          | 0      |
| други            | 0      |

## Личности
Родени в Секирани
- Божко Велянов Нечов (1880 - след 1943)[6] работник,[7] македоно-одрински опълченец служил в 1-ва рота на 4-та битолска дружина,[6][7] ранен на 18 юни 1913 година;[7] участва в Първата световна война с Допълняющия македонски полк; на 9 март 1943 година, като жител на Секирани, подава молба за българска народна пенсия, която е одобрена и пенсията е отпусната от Министерския съвет на Царство България[6]
- Иван Талев Иванов (? - 1903), български революционер от ВМОРО, загинал при Пуста река[8]
- Павел Талев Иванов (1875 - 1940), български революционер